# Сидеро
Сидеро (др.-греч. Σιδηρώ) — персонаж древнегреческой мифологии. Упоминается Софоклом
Сидеро — это жена Салмонея и мачеха Тиро, плохо с ней обращавшаяся (либо вторая жена Крефея и мачеха Пелия и Нелея). Она всячески притесняла и оскорбляла Тиро, этим Сидеро навлекла на себя гнев её сыновей. В страхе она бежала в храм Геры, надеясь, что сыновья Тиро не посмеют тронуть её в храме Геры, но Пелий всё-таки заколол Сидеро у алтаря богини, чем навлек на себя её гнев.
Историю Тиро и Сидеро использовал Софокл в трагедии «Тиро».